# La sombra de Atlas
La Sombra De Atlas es un EP de la banda española de power metal épico Arenia, editado originalmente el 31 de marzo de 2012 en formato exclusivamente digital.
Se trata de un mini-LP que contiene algunas de las canciones más significativas de los primeros tiempos de la banda, cuando se hacían llamar Atlas. Todos las canciones fueron grabadas de nuevo durante las sesiones de estudio para la grabación del álbum Cuando El Mundo Despertó y el material fue editado a la par que dicho álbum con fines promocionales.
Con este trabajo la banda hace un guiño hacia su pasado, con temas de un estilo más heavy metal clásico. Supone un punto de transición entre ese pasado clásico y el actual sonido orientado hacia el power épico.

## Curiosidades
Las versiones originales de estas canciones habían aparecido previamente en diferentes demos grabadas por formaciones anteriores de la banda:
- «Mil Metros» en la demo homónima Mil Metros (2007)
- «Mi Dueño» y «Babel» en la demo Letanía del Argonauta (2002)
- «Mnemosine» en la demo Donde no alcanza el sol (2005)

## Listado de canciones
| N.º | Título       | Escritor(es)           | Duración |  |
| 1.  | «Mil Metros» | E. Dizy / M. F. León   | 5:12     |  |
| 2.  | «Mi Dueño»   | E. Dizy / M. F. León   | 4:19     |  |
| 3.  | «Mnemosine»  | E. Dizy / A. Fernández | 5:57     |  |
| 4.  | «Babel»      | E. Dizy                | 4:41     |  |

## Formación
- Fran J. Santos - voz
- Eduardo Dizy - guitarra y coros
- Raquel Rodríguez - teclados
- Roberto Suárez - bajo
- Alejandro Fernández - batería

## Colaboraciones
- Nathan Cifuentes - Programación y orquestaciones
- Santos Zaballos - Diseño gráfico
- Eva Villar - Fotos